# Christian Boltanski
Pour les articles homonymes, voir Boltanski.
Christian Boltanski, né le 6 septembre 1944 à Paris 7e et mort à  Paris 14e le 14 juillet 2021, est un artiste plasticien français reconnu comme l'un des principaux artistes français contemporains. 
Photographe, sculpteur et cinéaste, il est avant tout célèbre pour ses installations et son style conceptuel français contemporain. Il se définit lui-même comme peintre, alors qu'il a rapidement abandonné ce support.

## Biographie

### Origines et jeunesse
Christian Marie Dominique Liberté Boltanski nait à Paris le 6 septembre 1944. Son père, Étienne Alexandre Boltanski (1896-1983), médecin, est Juif et est venu en France de Russie, tandis que Marie-Elise Ilari-Guérin, sa mère, catholique originaire de Corse et de gauche, descend de Juifs ukrainiens. Cet héritage juif a une grande influence dans la famille de Boltanski. Pendant la Seconde Guerre mondiale, alors qu'il vivait à Paris, son père échappe à la déportation en se cachant dans un espace sous le parquet de l'appartement familial pendant un an et demi. Christian grandit avec ce passé et ses premières expériences avec les faits de guerre le marquent profondément. Ces expériences influenceront plus tard son œuvre,,. Sa mère est écrivaine, sous le pseudonyme d’Annie Lauran. Dans un entretien il disait : « Mon père était juif [d’origine russe]. Pendant la guerre, ma mère [catholique] a eu peur. Un jour, elle a fait semblant de s’engueuler avec lui. Ensuite elle l’a caché sous le plancher et a demandé le divorce. Il est resté un an et demi dans cette cachette… Puis mes parents se sont remariés. »
Il abandonne l'école à 12 ans.
Il a deux frères, le sociologue Luc Boltanski et le linguiste Jean-Élie Boltanski. Le journaliste, écrivain et chroniqueur Christophe Boltanski est son neveu.

### Début de carrière
Boltanski commence à peindre en 1958, à l’âge de 14 ans, alors qu’il n’a jamais connu de véritable scolarité, ni suivi de formation artistique au sens traditionnel du terme. Ses premiers travaux avaient tendance à être assez sombres et de nature historique.
Adolescent, son père lui aurait fait rencontrer André Breton, son condisciple du lycée Chaptal, qui lui aurait déconseillé cette voie : « Vous avez l'air très gentil. Ne devenez pas artiste. Ils sont tous méchants. C'est un sale milieu. »
Boltanski s'éloigne de la peinture à partir de 1967 et expérimente l'écriture, par des lettres, des installations ou des dossiers qu'il envoie à des personnalités artistiques. Dans la biographie qu'il rédige en 1984, à l'occasion d'une rétrospective, il décrit sa vocation artistique ainsi : « 1958. Il peint, il veut faire de l'art. 1968. Il n'achète plus de revues d'art moderne, il a un choc, il fait de la photographie, blanche et noire, tragique, humaine… »
Il connait un certain succès à partir des années 1960 grâce à quelques courts métrages d'avant-garde et à des cahiers publiés dans lesquels il fait référence à son enfance. Il fait sa première exposition personnelle au Théâtre Le Ranelagh en mai 1968,, avec des marionnettes à taille humaine et un film intitulé La Vie impossible de C. B. ; l'invitation à l'événement est rédigée par la poétesse Gisèle Prassinos, qui commence en écrivant : « Christian Boltanski montre avec insistance la misère, la vieillesse, la solitude et la mort. »
Ses premières œuvres comprennent des images de familles idéales et de modes de vie imaginaires (ce qui lui manque toujours), faites pour être exposées comme si elles étaient dans des musées.
En 1969, il publie son premier livre et réalise une série de films courts entre 1969 et 1971, dans lesquels il se met en scène dans des dispositifs grotesques (L’Homme qui tousse, L’Homme qui lèche, Derrière la porte).

### Installations

Archives des députés allemands, palais du Reichstag.

Boltanski commence à créer des installations mixtes médias/matériaux en 1986 avec la lumière comme concept essentiel. Boîtes en fer-blanc, construction en forme d'autel de photographies encadrées et remaniées (par exemple Le Lycée Chases, 1986-1987, avec des photographies d'écoliers juifs prises à Vienne (Autriche) en 1931 utilisées comme un rappel fort de la Shoah) ; tous ces éléments et matériaux utilisés dans son travail sont utilisés dans le but de représenter une contemplation profonde concernant la reconstruction du passé. Lors de la création de Reserve, exposition au Musée d'Art contemporain (Bâle) en 1989, Boltanski remplit les pièces et les couloirs de vêtements usés afin de susciter la profonde sensation de tragédie humaine dans les camps de concentration. Comme dans ses œuvres précédentes, les objets servent de rappels incessants de l'expérience et de la souffrance humaines. Sa pièce, Monument (Odessa), utilise six photographies d'étudiants juifs en 1939 et des lumières ressemblant à des bougies de yahrzeit pour honorer et se souvenir des morts. « Mon travail porte sur le fait de mourir, mais il ne s'agit pas de l'Holocauste lui-même. » En 1971, Boltanski réalise son installation, L'Album de la famille D. 1939-1964.
Son énorme installation intitulée No Man's Land (2010) au Park Avenue Armory à New York, est un excellent exemple de la façon dont ses constructions et installations retracent la vie des perdus et des oubliés.
Il participe à la Documenta 5 à Cassel (Hesse) en 1972 dans la section Mythologies individuelles et est artiste à la Documenta 6 (1977) et à la Documenta 8 en 1987.
À partir des années 1990, Boltanski, développant constamment le concept de reconstruction de sa propre enfance, aborde le thème du passé et de l'éphémère à un niveau plus général. Il prépare une installation de salle permanente pour le nouveau bâtiment de l'académie des arts de Berlin. En 1999, il contribue à l'installation des archives des députés allemands pour le palais du Reichstag. Il est l'un des artistes de l'exposition décentralisée Einstein-Spaces (2005), organisée par le Forum Einstein à Potsdam.
En 2007, il produit une installation autour de la reconstitution de la tragédie d'Ustica au museo per la Memoria di Ustica de Bologne à la demande de l'Associazione dei Parenti delle Vittime della Strage di Ustica (Association des familles des victimes du massacre d'Ustica),.
En 2008, il lance le projet Les Archives du cœur. Interrogé sur ce projet, Boltanski explique : « Le battement de cœur symbolise notre agitation, notre fragilité ; c'est à la fois un autoportrait et un miroir de notre finitude. ».
Il affirme se sentir plus proche d'Alberto Giacometti que de Pablo Picasso.

### Prise de position

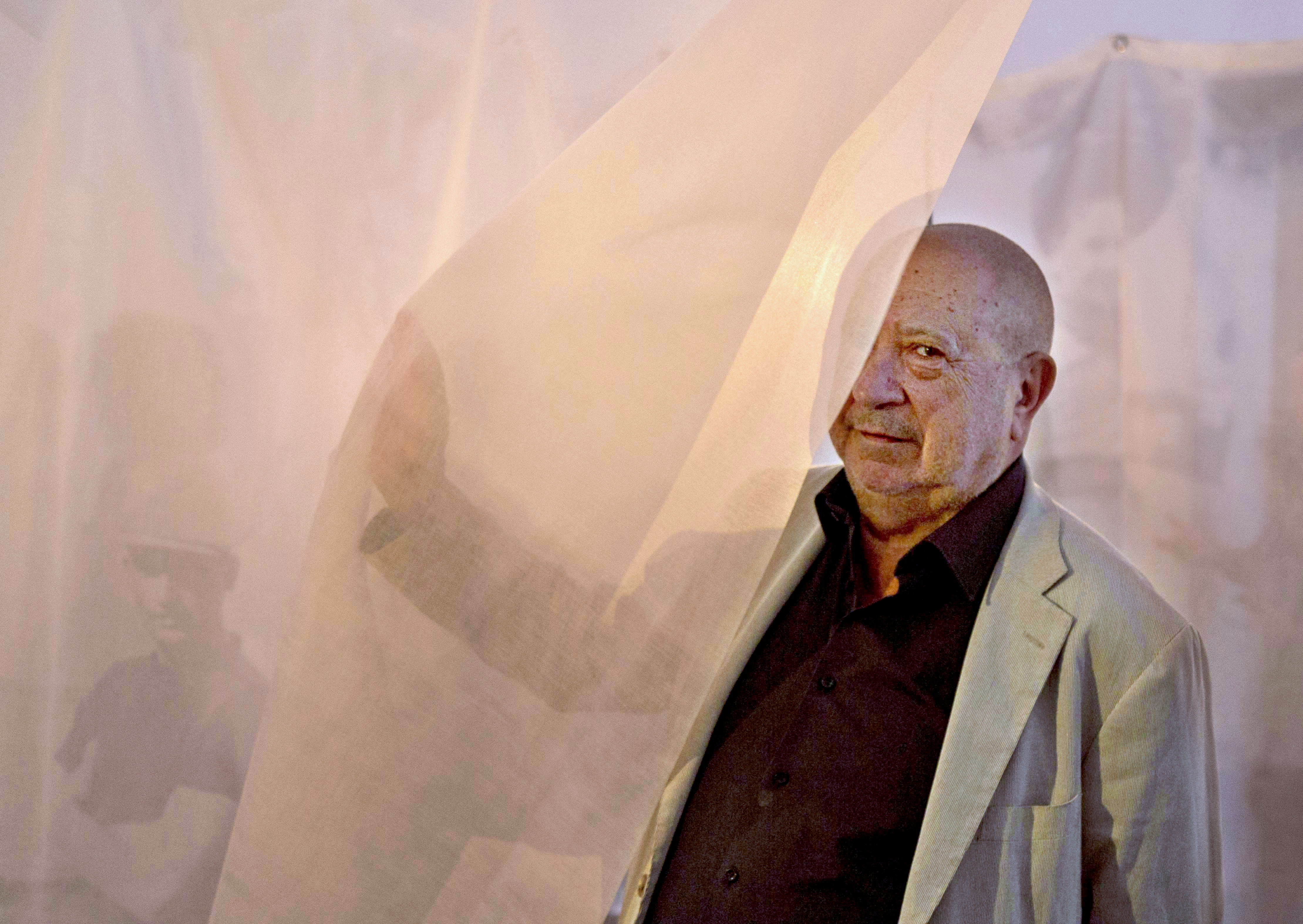
Christian Boltanski à l'IVAM de Valence.

Il soutient François Hollande, le candidat PS à l'élection présidentielle de 2012.

### Vie privée
Jusqu'à sa mort, Christian Boltanski est l'époux de l'artiste plasticienne Annette Messager avec laquelle il s'est lié peu après la Biennale de Paris de 1969. Ils choisissent de ne pas avoir d'enfants.
Il vécut à Malakoff (Hauts-de-Seine) dans un bâtiment industriel reconverti en logements d'artistes par l'architecte Robert-Antoine Montier dans lequel son atelier est installé.

### Mort et succession
Christian Boltanski meurt à Paris, à l'hôpital Cochin, le 14 juillet 2021, à l'âge de 76 ans des suites d'une leucémie foudroyante.
À la suite de sa mort, les droits moraux de l’artiste, dont les prérogatives sont le droit de divulgation, le droit au respect de l’intégrité de ses œuvres et le droit à la paternité, sont confiés à l’artiste Angelika Markul.
En septembre 2023, Annette Messager crée le Fonds de dotation Christian Boltanski (www.fondschristianboltanski.com) avec le but d’assurer la conservation, la diffusion, et la promotion de l’œuvre de l’artiste. Parmi ses actions, le fonds prévoit d'accompagner les projets d'exposition de l'œuvre de l'artiste ainsi que la poursuite de l'élaboration de son catalogue raisonné.
Le Fonds de dotation Christian Boltanski est présidé par Annalisa Rimmaudo et a pour membres, aux côtés de la fondatrice, Paula Aisemberg, Raphaële Coutant, Vincent Lemaire et Jean-Hubert Martin.
En 1993, par vénération pour Karl Valentin, Boltanski a légué l'intégralité de son œuvre de jeunesse, qu'il avait précédemment montrée dans une exposition spéciale, au Valentin-Karlstadt-Musäum de Munich. Dans son travail, il ressent un lien étroit avec Karl Valentin, avec qui il reconsidère son travail et adopte l'idée du clown.

## Caractéristiques de son œuvre
Christian Boltanski questionne la frontière entre absence et présence. En effet, l’absence est un sujet récurrent dans son travail : la vidéo comme la photographie sont des présences, des mémoires qui, selon lui, au lieu de faire revivre les absents, vont au contraire mettre davantage en évidence leur disparition. Son travail a traité à plusieurs reprises de la falsification de la mémoire et de la fragilité de nos projets de vie. Le temps, l'éphémère et la mort sont ses thèmes majeurs.
Employant divers matériaux (photographies anciennes, objets trouvés, carton ondulé, pâte à modeler, luminaires, bougies…), Christian Boltanski cherche l’émotion à travers toutes les expressions artistiques qu’il utilise : photographie, cinéma, vidéo. Les thèmes omniprésents dans son œuvre sont la mémoire, l’inconscient, l’enfance et la mort.
Une des particularités de l'artiste est son habitude à reconstituer des instants de vie avec des objets qui ne lui ont jamais appartenu mais qu'il expose pourtant comme tels. Il imagine une vie, se l'approprie, et tous les objets de ses dossiers, livres, collections sont les dépositaires de souvenirs, qui ont un fort pouvoir émotionnel, car ils font appel à la « petite-mémoire », c'est-à-dire à la mémoire affective. Il a été façonné par la mémoire de la Shoah et, dans ses œuvres, il traite intensément de son propre passé et de sa reconstruction. 
En 1967, il commence à équiper des « vitrines » de Ready-made tels que des morceaux de sucre, des globes en forme de main et des armes-jouets afin d'esquisser une enfance bourgeoise typique sous une forme fragmentaire. Après avoir exposé pour la première fois en 1968, il vend aux enchères en 1972 des effets personnels, dresse des inventaires de sa vie et de celle de personnages de fiction et les offre en succession à divers musées. En 1974, il installe des « vitrines » pour la marionnette d'un clown avec qui il se produit dans des spectacles et crée pour elle un musée anthropologique. Ces œuvres en appellent au souvenir, du souvenir d’enfance au souvenir des défunts, et d’une histoire personnelle à l’histoire commune de toutes et de tous. En 1972, lors de Documenta 5, à Cassel, il expose dans une salle intitulée « mythologie individuelle », un concept représentatif de son rapport à l'autobiographie.
Ses « vitrines » et « inventaires » des témoignages de son passé s'inscrit dans la démarche du début des années 1970, des artistes qui s'affranchissent du Pop art et du minimalisme, deux tendances antagonistes qui ont en commun la neutralité de l'œuvre et le refus de la subjectivité, mais en la détournant : les collectes de Boltanski, inspirées des dispositifs de présentation des musées ethnographiques, sont autant de mises en scène pointant l'ambiguïté fondamentale des objets et de l'art.
Parallèlement aux expositions d'objets personnels ou de souvenirs, Boltanski publie des reconstitutions pseudo-documentaires de sa vie. Il s'agit de petits fascicules (ou d'articles de revues d'art), comme celui de 1969 Recherche et présentation de tout ce qui reste de mon enfance, 1944-1950 ou 10 tableaux de l'enfance de Christian Boltanski, diffusés le 12 juin 1971. Les formes de reconstruction de sa propre biographie sont allées si loin qu'il a pris les albums photos d'amis et les a déclarés comme photos de sa propre famille. Cette mystification plonge le spectateur au cœur même de l'expérience de la disparition et du deuil impossible, évoque avec humour la jeunesse perdue de l'artiste ou fait resonner derrière ses inventaires de vêtements la mémoire la plus sinistre de l'histoire collective.
À partir des années 2000, il favorise principalement dans son travail d'énormes installations, telles que Personnes à la Monumenta du Grand Palais (Paris) (2010), No Man's Land à la Park Avenue Armory (2010) ou encore Chance au pavillon français de la Biennale de Venise en 2011.
En dehors de ces projets éphémères, il installe des œuvres permanentes qui s'augmentent constamment, telles que Les Archives du cœur sur l'île de Teshima au Japon ou Les Dernières Années de CB sur l'île de Tasmanie en Australie. Ce dernier projet consiste à filmer l'artiste avec des caméras tout au long de sa journée. Le commanditaire du projet, qui vit en Tasmanie, espère le voir « mourir en direct » ; de ce fait, les rapports entre les deux hommes sont « parfois difficiles ».

## Sélection d'œuvres
- Monument, Musée du MAC/VAL
- La Chambre ovale, 1967

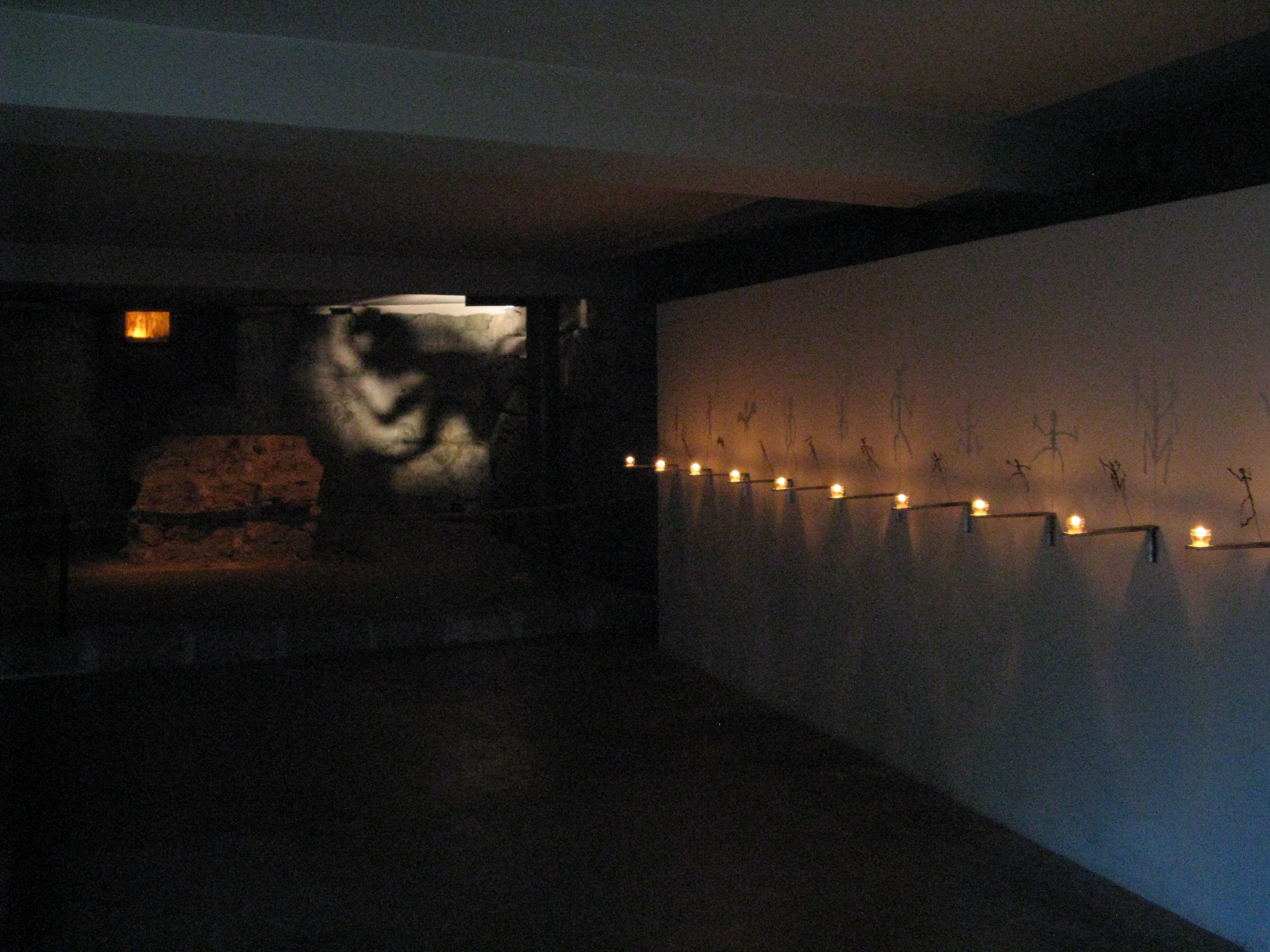
Vanitas, crypte du dôme de Salzbourg.

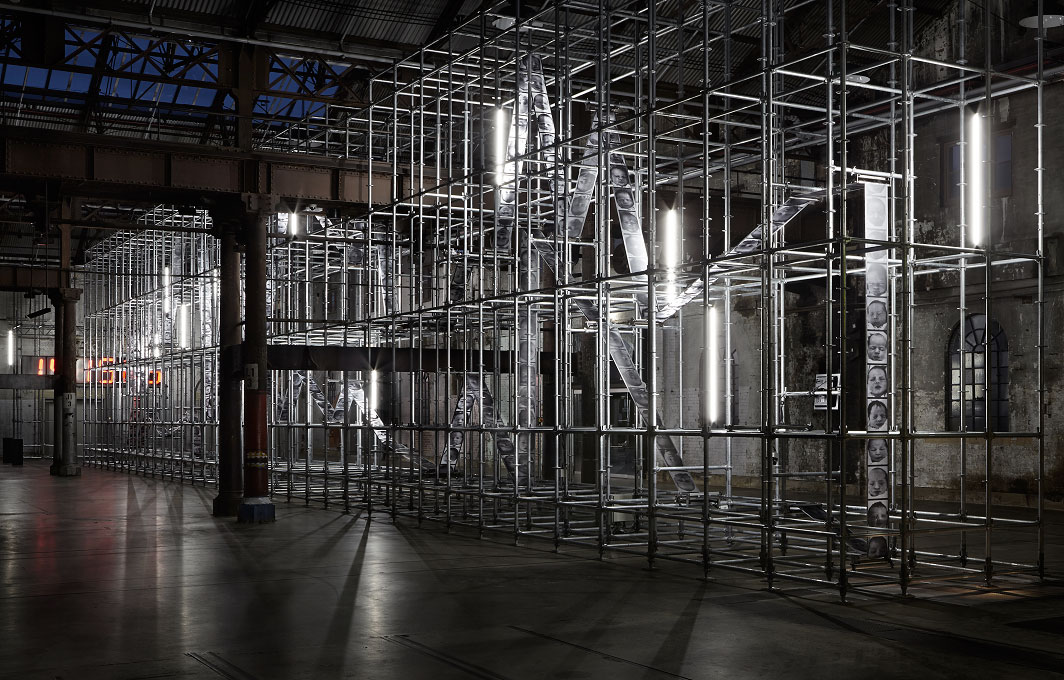
Chance 9, Carriageworks, Sydney.

- Les Archives de C.B., enregistrement vidéo, Brigitte Cornard, Christian Boltanski, participant, 1998 (avec notamment L'Homme qui tousse)
- Essai de reconstitution (Trois tiroirs), 1970-1992
- Vitrine de référence, 1971
- Sans titre, 1971, vitrine contenant 98 sucres taillés et fixés sur carton, 56 × 85,5 × 10 cm, musée d'art de Toulon
- Les Habits de François C, 1971-1972, tirages noir et blanc, encadrés de fer blanc, Paris, collection Daniel Bosser[35]
- Vitrine de référence, 1971, bois, plexiglas, photographies, cheveux, tissus, papier, épingle, papier et boulette de terre, fil de fer, 12 × 120 × 59,5 cm, acheté à l'artiste en 1984, Centre Pompidou, Musée national d'art moderne/Centre de création industrielle, AM 1984-686[35]
- Saynètes comiques, 1974
- Les Registres du Grand-Hornu, 1977
- Composition théâtrale, 1981
- Les Ombres, Frac Bourgogne, 1984
- Monument, 2,60 × 11 m, musée de Grenoble, 1985
- Monuments : Les Enfants de Dijon, 1996, musée d'arts de Nantes
- Les Archives de C.B. 1965-1988, 1989
- L’homme qui tousse (réalisé avec J.-C. Valesy), 1969 Film 16 mm couleur, sonore, 3 min. Une pièce teintée de rouge et noir, éclairée par une fenêtre, un homme assis par terre dont seule la bouche est visible est en train de cracher du sang, le sang se déverse sur ses jambes allongées sur le sol.
- La Maison manquante, 1990
- Réserve[43], 1990 Installation présentée dans une pièce aux murs blancs pour présenter l'horreur de la guerre ; les murs de la pièce sont recouverts de vieux vêtements, qui semblent répartis en plusieurs étages.
- Reliquaire, les linges, 1994
- Humains, 1994, musée Guggenheim de Bilbao
- Les Abonnés du téléphone, 2000[44]
- Le Parcours d'ombre à Vitteaux, 2004[45]
- La Parabole, 2005
- Installation au Museo per la Memoria di Ustica à Bologne autour des éléments du DC-9 reconstitué et des objets personnels des victimes de la tragédie d'Ustica, 2007
- Les Archives du cœur, musée de l’Île de Teshima (Japon), 2008
- Les Dernières Années de C. B., Tasmanie, 2009
- Personnes[46], 2010
- No Man’s Land, Armory de New York, 2010
- En 2011, l'ensemble du Pavillon de la France de la 54e Biennale internationale d'art de Venise est constituée d'une installation spatiale de Christian Boltanski. Le conservateur est Jean-Hubert Martin. L'installation, nommée Chance, était divisée en quatre parties selon les lieux : Salle 1 La Roue de la Fortune ; Salle 2 et 4 Dernières Nouvelles des Humains et Salle 3 Soyez Nouveau. Les Talking Chairs étaient installées à l'extérieur du Pavillon français.
- Animitas, Musée national des beaux-arts du Québec à Québec, 2017[47]

## Expositions
Boltanski a participé à plus de 150 expositions d'art à travers le monde, dont des expositions personnelles au New Museum of Contemporary Art (1988), au musée des Beaux-Arts du Liechtenstein, au Magasin 3 à Stockholm, à la galerie La Maison rouge, fondation Antoine-de-Galbert, à l'Institut Mathildenhöhe, à la Kewenig Galerie, au musée d'Art et d'Histoire du judaïsme, et beaucoup d'autres.
En 2002, il réalise l'installation Totentanz II, une installation d'ombres avec des figures de cuivre, pour le Centre souterrain d'art international de la lumière (CILA) à Unna, en Allemagne. Neuf ans plus tard, le musée d'art moderne Es Baluard de Majorque expose Signatures de juillet à septembre 2011. L'installation est conçue par Boltanski spécialement pour l'Es Baluard et est centrée sur la mémoire des ouvriers qui, au XVIIe siècle, ont construit les murs du musée.
À l'hiver 2017-2018, Boltanski créé une nouvelle installation pour l'Oude Kerk (Amsterdam), intitulée After. Il aborde le thème de ce qui viendra après la fin de la vie. L'exposition est présentée de novembre 2017 à avril 2018.
Les Habits de François C (1971-1972) et Vitrine de référence (1971)  sont exposés dans le cadre de l'exposition Les choses. Une histoire de la nature morte au musée du Louvre du 12 octobre 2022 au 23 janvier 2023, parmi les œuvres de l'espace nommé « Ce qui reste ».

### Liste non exhaustive
- Biennale de Paris : 1975
- Documenta, Cassel
  - 1972 : « L’album de la famille D. » lance sa carrière internationale.
  - 1987 montre un tournant dans ses sources d'inspiration ; Boltanski s'éloigne de la photographie et se tourne vers le vêtement, objet de mémoire notamment de la Shoah.
- Le Consortium, exposition monographique, 1978
- Biennale de Venise : 1986
- L'arteppes-espace d'art contemporain[52], 1997
- Monumenta 2010 : Boltanski investit la nef du Grand Palais Sa création intitulée Personnes[53] est ensuite présentée au Park Avenue Armory (en) de New York[54] et au HangarBicocca de Milan[55].
- musée d'Art contemporain du Val-de-Marne (MAC/VAL) 2010, « Après »[56]
- Biennale de Venise 2011 : Boltanski représente la France lors de la 54e édition. Il a choisi comme commissaire d'exposition Jean-Hubert Martin[57].
- Mons 2015 : « La salle des pendus » au Grand-Hornu[58]
- Monnaie de Paris 2015 : « Take Me (I'm Yours) »[59] Conçue par Christian Boltanski et Hans Ulrich Obrist, l'exposition est recréée à la Monnaie de Paris après avoir été initiée vingt ans auparavant à Londres. Elle donne l'occasion au visiteur de participer de façon interactive en pouvant emporter, troquer ou échanger des objets ou vêtements trouvés ou apportés sur place.
- Musée d'art moderne de Bologne (it), « Anime. Di luogo in luogo »[60]
- Musée national d'art, Osaka, « Christian Boltanski - Lifetime »[61],[62]
- Centre Pompidou, « Christian Boltanski : Faire son temps »[63],[64],[65]

## Publications

### Écrits et témoignages
- 1998 : Kaddish, musée d'art moderne de la ville de Paris
- 2001 : La Vie impossible, Cologne, Walther König éditeur
- 2006 : Les Limbes, comprend ses images en collaboration au texte de son frère Luc[66]

### Catalogues d'exposition
- Dernières Années, musée d'art moderne de la ville de Paris, 1998
- Les Suisses morts, musée cantonal des beaux-arts de Lausanne, 1993
- Boltanski, Centre Pompidou, 1984
- Compositions, ARC-musée d'art moderne de la ville de Paris, 1981

## Distinctions

### Prix
- 1994 : Prix d'art d'Aix-la-Chapelle (de)
- 1998 : Artiste de l'année du festival d'Helsinki
- 2001 : Prix Kaiserring de la ville de Goslar (de)
- 2006 : Praemium Imperiale dans la catégorie Sculpture
- 2009 : Prix de Gaulle-Adenauer, avec l'Allemand Anselm Kiefer[67]

### Décorations
- 1995 :  Commandeur de l'ordre des Arts et des Lettres[68]
- 2006 :  Chevalier de la Légion d'honneur pour ses 38 ans d'activités artistiques[69]

## Radio
- « Une visite avec Christian Boltanski », France Culture, L'art est la matière par Jean de Loisy, le 1er décembre 2019
- Christian Boltanski dans "Album de famille" de Jean-Pierre Pagliano: France Culture (Nuits magnétiques), 24 avril 1981.